# Channel Rock (Hongkong)
Der Channel Rock (von englisch channel ‚Kanal, Fahrrinne‘, chinesisch 海峽石, Pinyin hǎixiá shí, Jyutping hoi2haap6 sek6 – „Kanalfels, Kanalfelsen“) ist eine ehemalige Felseninsel in der Kowloon Bay in Hongkong. Sie lag im Osten von Victoria Harbour, gegenüber dem Kwun Tong Ferry Pier. Mit dem Bau des Runway des Flughafens Kai Tak (1972 bis 1975) wurde er in die Landebahn eingebaut. Ein Navigationslicht war bereits 1921 angebracht worden.